# تلمبة قائم (مشيز بردسير)
تلمبة قائم (بالفارسية: تلمبه قائم) هي مستوطنة تقع في إيران في كرمان. يقدر عدد سكانها بـ 18 نسمة بحسب إحصاء 2016.